# Peperomia
Peperomia là một trong hai chi lớn thuộc Họ Hồ tiêu, với hơn 1000 loài được ghi nhận. Phần lớn là cây nhỏ mọc trên gỗ mục. Các loài trong chi này phân bố khắp các vùng nhiệt đới và cận nhiệt đới trên toàn thế giới, dù tập trung ở Trung Mỹ và bắc Nam Mỹ. Có khoảng 17 loài phân bố ở châu Phi.

## Các loài
Chi nào có hơn 1000 loài, một số loài đặc trưng được liệt kê:
- Peperomia abnormis
- Peperomia acuminata
- Peperomia alata
- Peperomia albovittata
- Peperomia aphanoneura
- Peperomia arenillasensis
- Peperomia argyreia
- Peperomia blanda
- Peperomia borbonensis
- Peperomia buxifolia
- Peperomia camptotricha
- Peperomia caperata
- Peperomia choritana
- Peperomia clivigaudens
- Peperomia clusiaefolia
- Peperomia columella
- Peperomia cookiana
- Peperomia corcovadensis
- Peperomia crassifolia
- Peperomia crispa
- Peperomia dauleana
- Peperomia discifolia
- Peperomia disjunctiflora
- Peperomia espinosae
- Peperomia fagerlindii
- Peperomia fraseri
- Peperomia galioides
- Peperomia glabella
- Peperomia glandulosa
- Peperomia graveolens
- Peperomia guttulata
- Peperomia griseo-argentea
- Peperomia hederaefolia
- Peperomia incana
- Peperomia inconspicua
- Peperomia involucrata
- Peperomia johnsonii
- Peperomia kamerunana
- Peperomia lehmannii
- Peperomia leptostachya
- Peperomia leucanthera
- Peperomia leucorrhachis
- Peperomia litana
- Peperomia lyman-smithii
- Peperomia maculosa
- Peperomia maxonii
- Peperomia micromerioides
- Peperomia millei
- Peperomia mitchelioides
- Peperomia nivalis
- Peperomia obtusifolia
- Peperomia pachystachya
- Peperomia paradoxa
- Peperomia parvilimba
- Peperomia pellucida
- Peperomia peploides
- Peperomia persuculenta
- Peperomia persulcata
- Peperomia petraea
- Peperomia pichinchae
- Peperomia porphyridea
- Peperomia prostrata
- Peperomia pululaguana
- Peperomia puteolata
- Peperomia rhombea
- Peperomia rossii
- Peperomia rubella
- Peperomia rotundifolia
- Peperomia rubella
- Peperomia rubropunctulata
- Peperomia rupicola
- Peperomia salangonis
- Peperomia sandersii
- Peperomia scutellariifolia
- Peperomia septentrionalis
- Peperomia stenostachya
- Peperomia subdiscoidea
- Peperomia tablahuasiana
- Peperomia tetraphylla
- Peperomia thienii
- Peperomia thomeana
- Peperomia tuberculata
- Peperomia udimontana
- Peperomia urvilleana
- Peperomia valladolidana
- Peperomia velutina
- Peperomia wheeleri
- Peperomia wibomii